# QBサック
(アメリカンフットボールの用語集#サックを参照)
アメリカンフットボールでは、クォーターバック（またはパサーとして機能する別のオフェンスの選手）がフォワードパスを投げる前にスクリメージライン後ろでタックルされた場合、クォーターバックがスクリメージラインの後ろの「ポケット」内でタックルされた場合、QBがディフェンスのプレッシャーでスクリメージラインの後ろで アウト・オブ・バウンズした場合のことを、QBサックもしくはサックと呼ぶ。これは、相手チームのディフェンシブライン、ラインバッカー、またはディフェンシブバックがパス プレッシャー（パスラッシュ）を適用して、攻撃チームのブロックしているプレーヤーをすばやく避けることができるときによく起こる。
QBサックは、オフェンスがダウンを失い、スクリメージラインが数ヤード下がるため、ディフェンスチームにとっては有利になる。 ディフェンスにとってさらに有利なのは、クォーターバックがスクリメージラインまたはその後ろでボールをファンブルすることもあるからである。これはストリップサックとも呼ばれ、ディフェンスがボールをリカバーした場合、ターンオーバーとなる。
パサーが自分のエンドゾーンでサックされた場合、セイフティとなり、ディフェンス側のエンドゾーンまたはエンドゾーンの外でボールがファンブルされてリカバーされない限り、ディフェンス側のチームに2ポイントが入る。

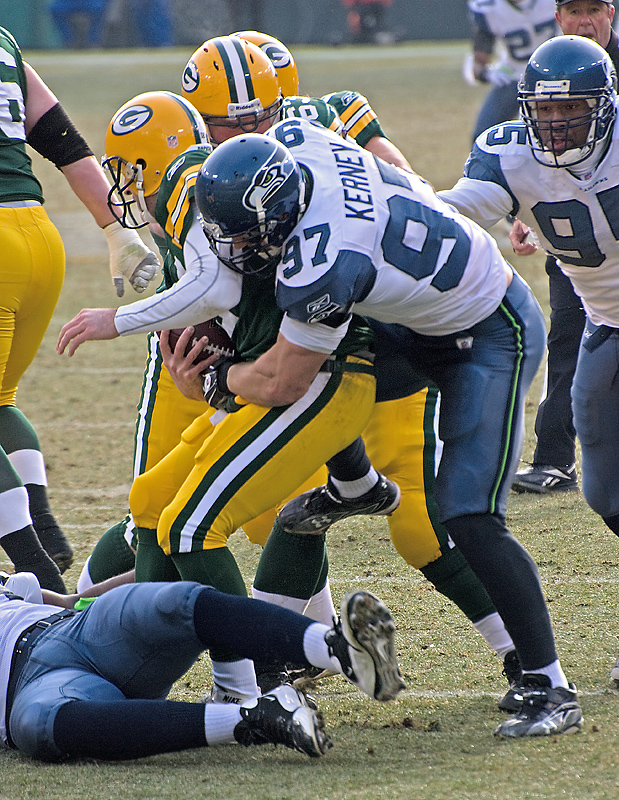
シーホークスのディフェンシブエンドのパトリック・カーニーにサックされるパッカーズのQBアーロン・ロジャース(2009年)

サックと見なされるには、クォーターバックがフォワードパスを投げると想定される場合でなければならない。プレーがクォーターバックがボールをラッシング（QBランなどの場合）で進むよう設計されている場合、ロスはクォーターバックのラッシングヤードの合計から差し引かれる（プレーはサックではなくタックル・フォー・ロスと判断される）。クォーターバックの意図が明らかでない場合、成績はオフェンシブラインのブロッキングスキームなどの特定の基準を使用して判断される。ロスがクォーターバックのラッシングトータル（サックではない）を減らす特殊な方法は、「ニーダウン」（攻撃権を保持したままゲームクロックを進める場合に使用）である。
複数のプレーヤーがクォーターバックのサックに貢献した場合、2人以上のプレーヤーが貢献した場合でも、プレーヤーはサックの半分の成績を受け取ることができる。
NFLでは、0ヤードのサックを記録することが可能である。 NFLはチームのパスの合計からサックによって失われたヤードを差し引く計算の仕方を用いる（ただし、クォーターバックの個々のパスの合計成績は変更されない）。一方、 NCAAは個々のラッシュの合計からサックヤードを差し引く計算方法を用いる。 

## 歴史
「サック」という用語は、1960 年代プロフットボール殿堂入りしたディフェンシブエンドのディーコン・ジョーンズによって最初に普及した。
NFLは、1961年にパサーがヤードを失った回数を計算し始めただけであり、1982 年まで、サックをしたディフェンスプレーヤーに成績として与えられることはなかった。プロフットボール研究者協会のジョン・ターニーは、ジョーンズがキャリアを通じて、173.5サックを記録したと見積もった。 
2018年シーズンに行われたNFLのルール変更は物議を醸しており、サックを行った後にタックラーがクォーターバックに着地することを禁止するラフィング・ザ・パサーが年々厳しくなっている。 